# Marcus Danielson
Marcus Andreas Danielson (Eskilstuna, 8 april 1989) is een Zweeds voetballer die doorgaans speelt als centrale verdediger. In juli 2022 verruilde hij Dalian Pro voor Djurgårdens IF. Danielson maakte in 2020 zijn debuut in het Zweeds voetbalelftal.

## Clubcarrière
Danielson speelde in de jeugd van Skogstorps GoIF maar speelde zijn eerste professionele minuten in het shirt van IFK Eskilstuna. Na twee seizoenen bij die club stapte hij over naar Helsingborgs IF. In 2008 kwam Danielson in geen enkele wedstrijd in actie voor Helsingsborgs, waarna hij transfervrij de overstap maakte naar Västerås SK. Na twee seizoenen promoveerde hij naar de Superettan.
Västerås degradeerde na een jaar weer, maar Danielson maakte wel promotie, toen hij voor GIF Sundsvall een club kreeg op het hoogste niveau, de Allsvenskan. In die competitie debuteerde Danielson op 31 maart 2012, toen in de eigen Norrporten Arena met 0–1 verloren werd van Kalmar FF door een doelpunt van Daniel Mendes. Danielson mocht van coach Sören Åkeby in de basis beginnen en hij speelde het gehele duel mee. Zijn eerste doelpunt in de Allsvenskan was in de terugwedstrijd tegen Kalmar FF, in de Guldfågeln Arena. Pape Alioune Diouf had de thuisploeg in de eenenzeventigste minuut op voorsprong gezet, waarna Danielson vijf minuten voor het einde van het duel de uitslag besliste op 1–1. Het eerste seizoen bij GIF Sundsvall leverde direct een degradatie op, maar na twee jaar keerde de club weer terug op het hoogste niveau.
Danielson vertrok in februari 2018 naar Djurgårdens IF. In 2018 won Danielson met Djurgården de Svenska Cupen en een jaar later werd hij landskampioen met de club. In februari 2020 maakte de Zweed voor een bedrag van circa vijf miljoen euro de overstap naar Dalian Pro, waar hij zijn handtekening zette onder een verbintenis voor de duur van drie seizoenen. In mei 2022 gingen club en speler uit elkaar. Twee maanden later keerde Danielson terug naar Djurgårdens IF, waar hij tot eind 2025 tekende.

## Clubstatistieken
| Seizoen | Club            | Competitie   | Competitie | Competitie | Beker | Beker | Internationaal | Internationaal | Totaal | Totaal |
| Seizoen | Club            | Competitie   | Wed.       | Dlp.       | Wed.  | Dlp.  | Wed.           | Dlp.           | Wed.   | Dlp.   |
| ------- | --------------- | ------------ | ---------- | ---------- | ----- | ----- | -------------- | -------------- | ------ | ------ |
| 2008    | Helsingborgs IF | Allsvenskan  | 0          | 0          | 0     | 0     | —              | —              | 0      | 0      |
| 2009    | Västerås SK     | Division 1   | 12         | 2          | 0     | 0     | —              | —              | 12     | 2      |
| 2010    | Västerås SK     | Division 1   | 25         | 5          | 0     | 0     | —              | —              | 25     | 5      |
| 2011    | Västerås SK     | Superettan   | 30         | 8          | 0     | 0     | —              | —              | 30     | 8      |
| 2012    | GIF Sundsvall   | Allsvenskan  | 31         | 1          | 2     | 0     | —              | —              | 33     | 1      |
| 2013    | GIF Sundsvall   | Superettan   | 31         | 3          | 4     | 0     | —              | —              | 35     | 3      |
| 2014    | GIF Sundsvall   | Superettan   | 28         | 1          | 0     | 0     | —              | —              | 28     | 1      |
| 2015    | GIF Sundsvall   | Allsvenskan  | 8          | 0          | 0     | 0     | —              | —              | 8      | 0      |
| 2016    | GIF Sundsvall   | Allsvenskan  | 30         | 0          | 4     | 0     | —              | —              | 34     | 0      |
| 2017    | GIF Sundsvall   | Allsvenskan  | 27         | 5          | 1     | 0     | —              | —              | 28     | 5      |
| 2018    | GIF Sundsvall   | Allsvenskan  | 0          | 0          | 1     | 0     | —              | —              | 1      | 0      |
| 2018    | Djurgårdens IF  | Allsvenskan  | 25         | 2          | 2     | 0     | —              | —              | 27     | 2      |
| 2019    | Djurgårdens IF  | Allsvenskan  | 27         | 4          | 0     | 0     | 2              | 0              | 29     | 4      |
| 2020    | Dalian Pro      | Super League | 16         | 1          | 0     | 0     | —              | —              | 16     | 1      |
| 2021    | Dalian Pro      | Super League | 10         | 2          | 2     | 0     | —              | —              | 12     | 2      |
| 2022    | Djurgårdens IF  | Allsvenskan  | 13         | 1          | 1     | 0     | 10             | 1              | 24     | 2      |
| 2023    | Djurgårdens IF  | Allsvenskan  | 29         | 5          | 6     | 1     | 3              | 0              | 38     | 6      |
| 2024    | Djurgårdens IF  | Allsvenskan  | 23         | 2          | 7     | 1     | 11             | 0              | 41     | 3      |
| Totaal  | Totaal          | Totaal       | 397        | 46         | 30    | 2     | 26             | 1              | 453    | 49     |

Bijgewerkt op 28 december 2024.

## Interlandcarrière
Danielson maakte zijn debuut in het Zweeds voetbalelftal op 14 november 2020, toen een kwalificatiewedstrijd voor het EK 2020 gespeeld werd tegen Malta. Danielson, die van bondscoach Janne Andersson in de basis mocht beginnen, opende na elf minuten spelen de score. Uiteindelijk liep Zweden door twee goals van Sebastian Larsson en een eigen doelpunt van Andrei Agius uit naar 0–4. Danielson speelde het gehele duel mee. De verdediger kwam tijdens zijn zesde interland, op 14 november 2020, opnieuw tot scoren. In het kader van de Nations League 2020/21 werd gespeeld tegen Kroatië. Danielson mocht opnieuw in de basis beginnen en hij zag zijn teamgenoot Dejan Kulusevski de score openen. In de blessuretijd van de eerste helft verdubbelde hij de voorsprong. Acht minuten voor tijd passeerde Danielson zijn eigen doelman, Robin Olsen, waarmee hij de score bepaalde op 2–1.
Danielson werd in mei 2021 door Andersson opgeroepen voor de Zweedse selectie op het uitgestelde EK 2020. Op het EK werd Zweden uitgeschakeld in de achtste finales door Oekraïne (1–2), na in de groepsfase te hebben gelijkgespeeld tegen Spanje (0–0) en gewonnen van Slowakije (1–0) en Polen (3–2). Danielson speelde in alle vier wedstrijden mee en tegen Oekraïne kreeg hij een rode kaart.
| Interlands van Marcus Danielson voor Zweden | Interlands van Marcus Danielson voor Zweden | Interlands van Marcus Danielson voor Zweden | Interlands van Marcus Danielson voor Zweden | Interlands van Marcus Danielson voor Zweden | Interlands van Marcus Danielson voor Zweden |
| №                                           | Datum                                       | Wedstrijd                                   | Uitslag                                     | Competitie                                  | Goals                                       |
| Als speler bij Djurgårdens IF               | Als speler bij Djurgårdens IF               | Als speler bij Djurgårdens IF               | Als speler bij Djurgårdens IF               | Als speler bij Djurgårdens IF               | Als speler bij Djurgårdens IF               |
| ------------------------------------------- | ------------------------------------------- | ------------------------------------------- | ------------------------------------------- | ------------------------------------------- | ------------------------------------------- |
| 1                                           | 12 oktober 2019                             | Malta – Zweden                              | 0 – 4                                       | EK 2020 kwalificatie                        | 11'                                         |
| 2                                           | 18 november 2019                            | Zweden – Faeröer                            | 3 – 0                                       | EK 2020 kwalificatie                        |                                             |
| 3                                           | 9 januari 2020                              | Moldavië – Zweden                           | 0 – 1                                       | Vriendschappelijk                           |                                             |
| 4                                           | 12 januari 2020                             | Kosovo – Zweden                             | 0 – 1                                       | Vriendschappelijk                           |                                             |
| Als speler bij Dalian Pro                   |                                             |                                             |                                             |                                             |                                             |
| 5                                           | 11 november 2020                            | Denemarken – Zweden                         | 2 – 0                                       | Vriendschappelijk                           |                                             |
| 6                                           | 14 november 2020                            | Zweden – Kroatië                            | 2 – 1                                       | Nations League 2020/21                      | 45+2'                                       |
| 7                                           | 17 november 2020                            | Frankrijk – Zweden                          | 4 – 2                                       | Nations League 2020/21                      |                                             |
| 8                                           | 29 mei 2021                                 | Zweden – Finland                            | 2 – 0                                       | Vriendschappelijk                           |                                             |
| 9                                           | 5 juni 2021                                 | Zweden – Armenië                            | 3 – 1                                       | Vriendschappelijk                           | 34'                                         |
| 10                                          | 14 juni 2021                                | Spanje – Zweden                             | 0 – 0                                       | EK 2020                                     |                                             |
| 11                                          | 18 juni 2021                                | Zweden – Slowakije                          | 1 – 0                                       | EK 2020                                     |                                             |
| 12                                          | 23 juni 2021                                | Zweden – Polen                              | 3 – 2                                       | EK 2020                                     |                                             |
| 13                                          | 29 juni 2021                                | Zweden – Oekraïne                           | 1 – 2                                       | EK 2020                                     |                                             |
| 14                                          | 5 september 2021                            | Zweden – Oezbekistan                        | 2 – 1                                       | Vriendschappelijk                           |                                             |
| 15                                          | 8 september 2021                            | Griekenland – Zweden                        | 2 – 1                                       | WK 2022 kwalificatie                        |                                             |
| 16                                          | 9 oktober 2021                              | Zweden – Kosovo                             | 3 – 0                                       | WK 2022 kwalificatie                        |                                             |
| 17                                          | 12 oktober 2021                             | Zweden – Griekenland                        | 2 – 0                                       | WK 2022 kwalificatie                        |                                             |
| 18                                          | 24 maart 2022                               | Zweden – Tsjechië                           | 1 – 0                                       | WK 2022 kwalificatie                        |                                             |
| 19                                          | 29 maart 2022                               | Polen – Zweden                              | 2 – 0                                       | WK 2022 kwalificatie                        |                                             |

Bijgewerkt op 28 december 2024.

## Erelijst
| Competitie     |             |             |             |             |
| Competitie     | Aantal      | Jaren       |             |             |
| Västerås SK    | Västerås SK | Västerås SK | Västerås SK | Västerås SK |
| -------------- | ----------- | ----------- | ----------- | ----------- |
| Division 1     | 1           | 2010        |             |             |
| Djurgårdens IF |             |             |             |             |
| Allsvenskan    | 1           | 2019        |             |             |
| Svenska Cupen  | 1           | 2018        |             |             |